# Estradas de Portugal
EP Estradas de Portugal, S.A. war ein staatliches portugiesisches Unternehmen, das mit der Instandhaltung von (staatlichen) Straßen und Autobahnen in Portugal betraut war. Estradas de Portugal ging zum 1. Juni 2015 in das neugegründete Unternehmen Infraestruturas de Portugal auf.
Im November 2007 war EP Estradas de Portugal SA als Folgegesellschaft der EP - Estradas de Portugal, E.P.E. gegründet worden, die die Agentur für die Straßenverwaltung in Portugal seit 2005 gewesen war. EP Estradas de Portugal SA war ein Unternehmen, das zu 100 % im Besitz des portugiesischen Staates ist, hatte eine 75-jährige Konzession für die Entwicklung, Planung und Instandhaltung des Straßennetzes von Portugal, mit Ausnahme der meisten Provinz-Autobahnen, die durch BRISA SA betrieben werden.
EP war der Nachfolger der Junta Autónoma das Estradas (JAE), die von 1927 bis 1999 als Behörde existierte, bis sie durch drei Agenturen ersetzt wurde: Instituto das Estradas de Portugal (IEP), Instituto para a Construção Rodoviária (ICOR), und Instituto para a Conservação e Exploração da Rede Rodoviária (ICERR). 2002 wurden sie umstrukturiert und im IEP als Behörde neu zusammengefasst. 2004 wurde das IEP in eine Aktiengesellschaft umgewandelt und in EP - Estradas de Portugal umbenannt, wobei 100 % der Aktien in Staatsbesitz blieben.
Seit Anfang 2014 betrieb die portugiesischen Regierung unter Passos Coelho den Plan das Unternehmen mit dem ebenfalls staatlichen Schienennetzbetreiber Rede Ferroviária Nacional zu fusionieren. Dadurch soll es einerseits Betriebskostenersparnisse von gut 15 Millionen Euro geben. Andererseits soll das fusionierte, größere Unternehmen Kredite mit niedrigeren Zinsen erhalten, um die zukünftigen Infrastrukturvorhaben finanzieren zu können. Seit dem 1. Januar 2015 wurden beide Unternehmen vom gleichen Verwaltungsratsvorsitzenden (presidente do conselho de administração), António Ramalho, geleitet.
Die Fusion wurde zum 1. Juni 2015 abgeschlossen.

## Von EP betriebenen Autobahnen
In Portugal betrieb EP die folgenden Autobahnen unter Konzession:
- Autoestrada A20 Auto-Estrada CRIP-Circular Regional Interior do Porto
- Autoestrada A26 Auto-Estrada do Baixo Alentejo
- Autoestrada A30 Auto-Estrada Sacavém/Santa Iria de Azóia
- Autoestrada A31
- Autoestrada A32 Auto-Estrada da Chapelaria
- Autoestrada A35
- Autoestrada A36 CRIL - Circular Regional Interior de Lisboa
- Autoestrada A38
- Autoestrada A39
- Autoestrada A44